# Glomera bismarckiensis
Glomera bismarckiensis är en orkidéart som beskrevs av Johannes Jacobus Smith. Glomera bismarckiensis ingår i släktet Glomera och familjen orkidéer. Inga underarter finns listade i Catalogue of Life.